# Cafe Society
Cafe Society és una pel·lícula estatunidenca del 1995 dirigida per Raymond de Felitta, basada en una història real que va tenir lloc a Nova York el 1952: Un policia s'infiltra en l'ambient de Cafè Society, un bar nocturn de moda, per tractar de descobrir una xarxa de prostitució internacional. Ha estat doblada al català.

## Argument
Mickey Jelke (Frank Whaley) és un jove playboy de classe alta a punt d'heretar una immensa fortuna a qui li agrada freqüentar els ambients propers als baixos fons i la prostitució. La seva conducta és atentament vigilada per Jack Kale (Peter Gallagher), desitjós d'aixecar un escàndol que serveixi com a exemple a la resta dels ciutadans. La seva oportunitat sorgeix quan Mickey s'enamora d'una misteriosa dona de fosc passat (Lara Flynn Boyle) l'objectiu de la qual és servir-se d'ell per escalar llocs en la piràmide social.

## Repartiment
- Frank Whaley: Mickey Jelke
- Peter Gallagher: Jack Kale
- Lara Flynn Boyle: Pat Ward
- John Spencer: Ray Davioni
- Anna Levine: Erica Steele
- Christopher Murney: Frank Frustinsky
- Paul Guilfoyle: Anthony Liebler
- Richard B. Shull: Samuel Segal
- David Patrick Kelly: J. Roland Sala
- Cynthia Watros: Dianne Harris

## Crítica
"El seu interès radica en la llenceria fina, ja que la seva trama eròtic-policial no acaba de crear interès"